# Львовская ратуша
Львовская ратуша (укр. Львівська ратуша) — здание городской администрации Львова. Расположена на площади Рынок, д. 1. Ратуша в течение всего времени своего существования была местом пребывания центральной городской власти Львова. В настоящее время в ней размещается Львовский городской совет. Памятник архитектуры национального значения, относящийся к Всемирному наследия ЮНЕСКО. Современная башня львовской ратуши имеет высоту 65 метров, что делает её самой высокой на территории Украины.

## История
Первая ратуша во Львове появилась вскоре после получения городом прав самоуправления (магдебургское право в 1357 году). Здание было деревянным и вскоре сгорело (1381 год). После пожара начато строительство каменного здания ратуши.
К концу средневековья львовская ратуша представляла собой конгломерат построек. Средняя часть здания представляло собой старейшую часть конца XIV в., западная часть была возведена в 1491—1504 годы, восточная — в середине XVI века. Доминантой всей композиции являлась высокая башня, увенчанная маньеристическим кивером (1619 год, архитектор Анджей Бемер).

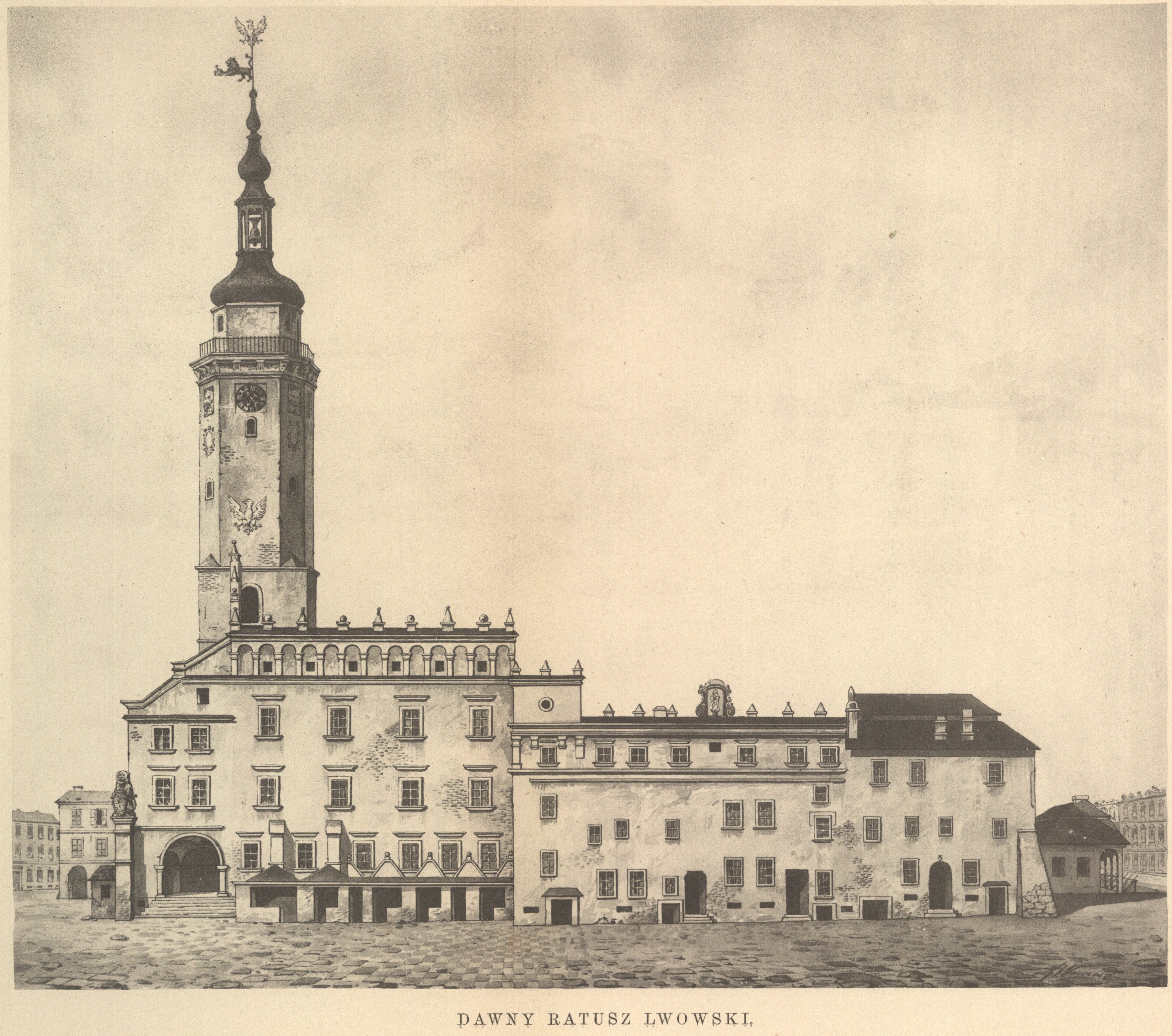
Львовская ратуша, 1826 год

Ратуша — свидетель многих исторических событий. В средневековье перед нею стоял столб наказания. В 1564 году здесь казнен молдавский господарь Томша, а в 1578 — предводитель казацко-крестьянского восстания Иван Подкова.
Стены ратуши в конце 1780-х были полуразрушенные. В 1790 году город закупил одно из 12-ти зданий с северной стороны ратуши для замены старых её помещений новыми, более просторными. В начале XIX века был разработан проект, по которому все части ратуши, кроме башни, должны быть снесены. Ослабление фундамента башни ратуши привело к её разрушению 14 июля 1826 года.
Краеугольный камень новой ратуши был заложен 21 октября 1827 года. Строительство продолжалось в 1827—1835 годах по совместному проекту Франца Трешера и Йозефа Маркля, утвержденным в Вене в стиле венского классицизма. Ратуша выполнена из кирпича, четырёхэтажная, квадратная в плане, с внутренним двориком. Над ратушей возносится башня с часами (выполнены на фабрике В. Штиля под Веной). Утром 2 ноября 1848 года во время революционных событий во Львове центр города был обстрелян австрийской артиллерией и ратуша была сильно повреждена, её первоначальная башня рухнула. В 1851 году здание было отремонтировано, купольное завершение заменили на зубчатое, как в средневековых башнях. В 1852 году на башне установили новые часы.
В конце XIX — начале XX века был создан ряд проектов перестройки ратуши, но ни один из них не был реализован. В 1928—1929 годах архитекторы Витольд Равский и Рудольф Мартуля реконструировали интерьеры в стиле конструктивизма. Перекрытие главного зала было заменено на новое железобетонное.
С 1939 года в здании находится Львовский городской совет. 24-26 июля 1944 года на подступах к Львову шли ожесточенные бои. 4-я танковая армия, обойдя Львов с юга, ворвалась на окраине города и завязала уличные бои. Экипажу танка Т-34 «Гвардия» 63-й гвардейской танковой бригады 10-го гвардейского Уральского танкового корпуса под командованием лейтенанта А. Н. Додонова было приказано прорваться к центру города и поставить Красный флаг на башне здания Львовского горсовета. Преодолевая сопротивление немцев, машина на большой скорости промчалась по улицам Львова и остановилась у подъезда горсовета. Радист Александр Марченко с группой автоматчиков, уничтожив немецкую охрану, ворвался в здание и поставил над городом красное знамя. Марченко был тяжело ранен и через несколько часов скончался. Посмертно он был награждён орденом Отечественной войны 1-й степени. Марченко стал первым почетным гражданином Львова. В его честь на здании городского Совета была установлена мемориальная доска, а на могиле установлен памятник.
В 1948 году над главным входом в ратушу установили скульптурную группу (не сохранилась до наших дней), а перед входом — фигуры львов с гербом Львова на щитах.

## Современное состояние
В ратуше расположены Львовский городской совет и городская администрация.
Вход в ратушу свободный; подъём на башню и её смотровую площадку — платный (по состоянию на сентябрь 2019, цена взрослого билета — 40 грн). Для подъёма на башню необходимо преодолеть 408 ступенек лестниц. С башни открывается панорамный вид на центр Львова.

## Галерея

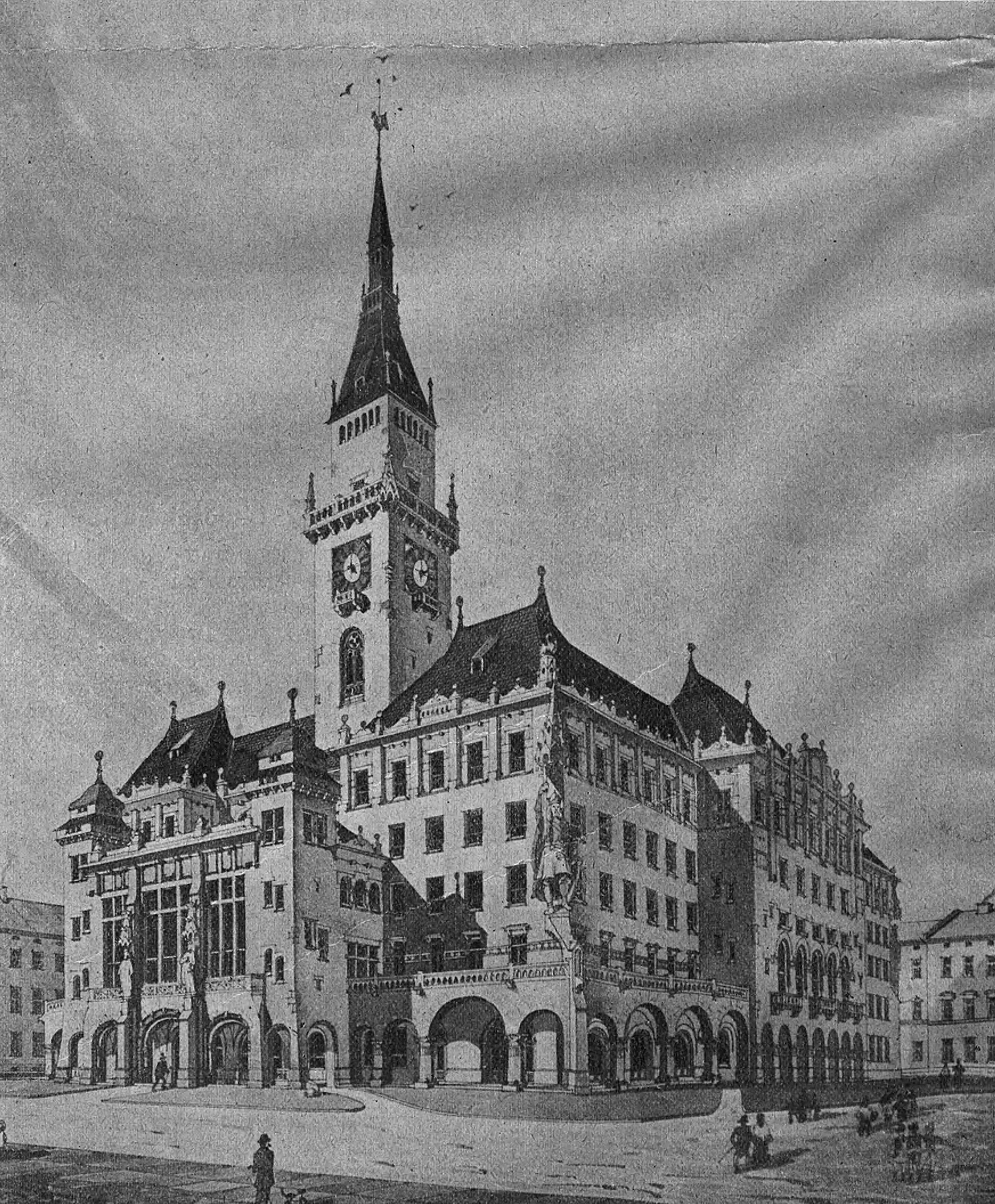
Старая львовская ратуша до 1826
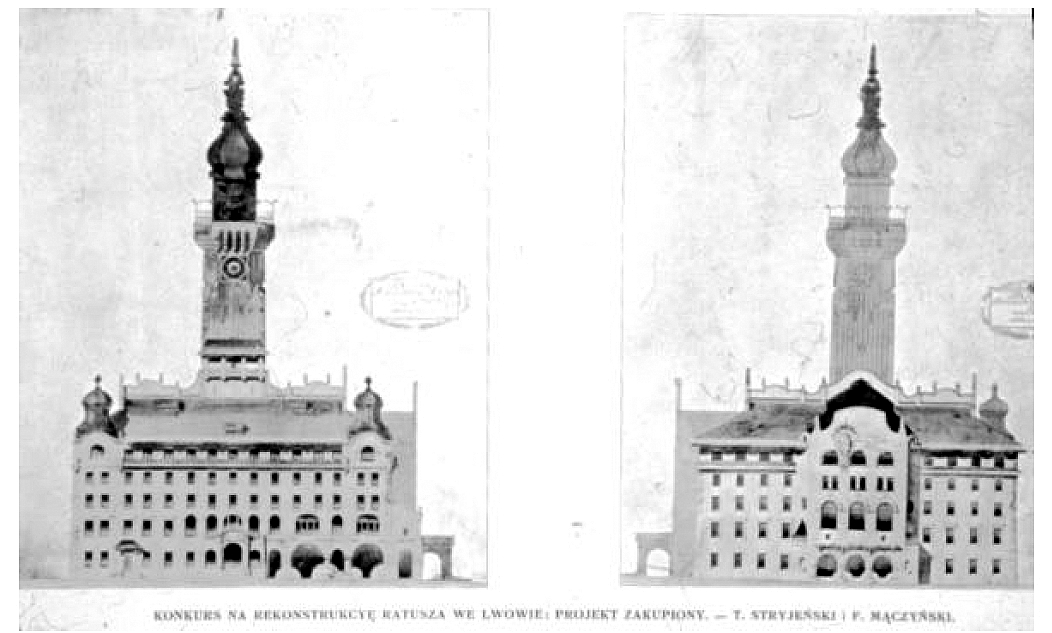
Нереализованный проект реконструкции ратуши 1907 года
Модель старой ратуши в Историческом музее Львова
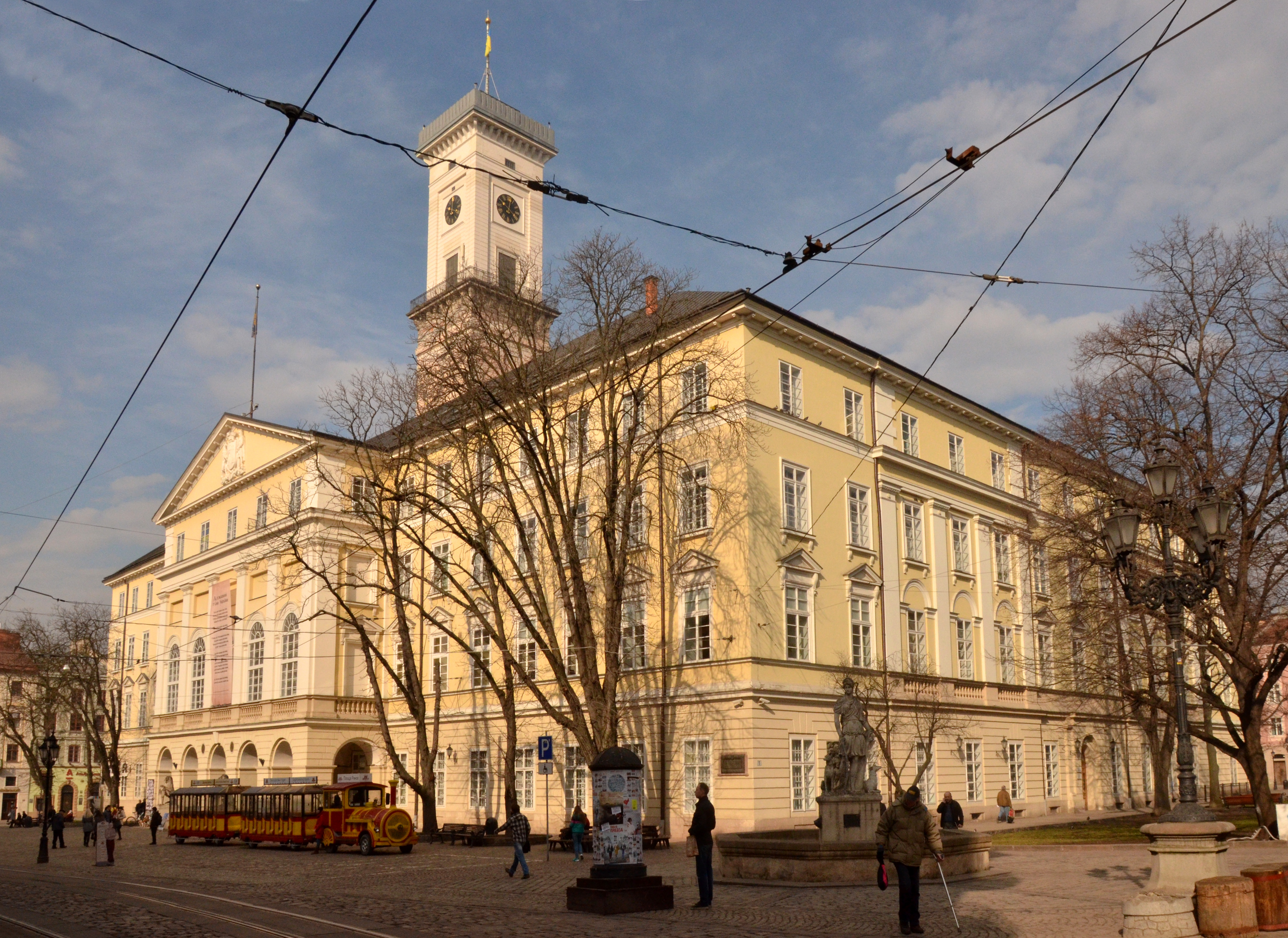
Современный вид
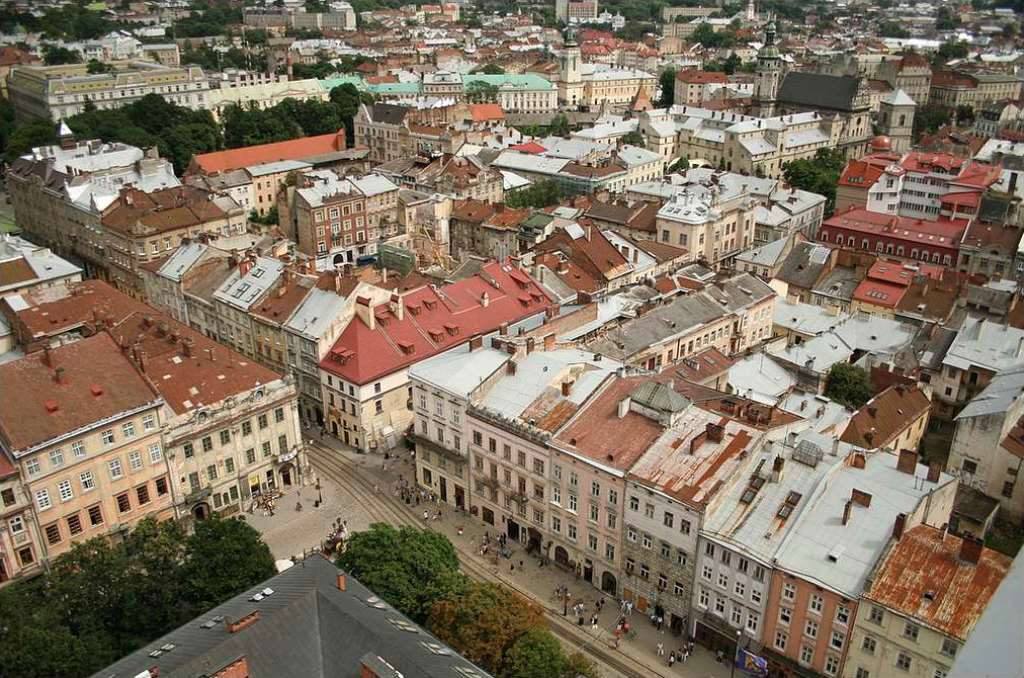
Вид со смотровой площадки ратуши